# 八大关

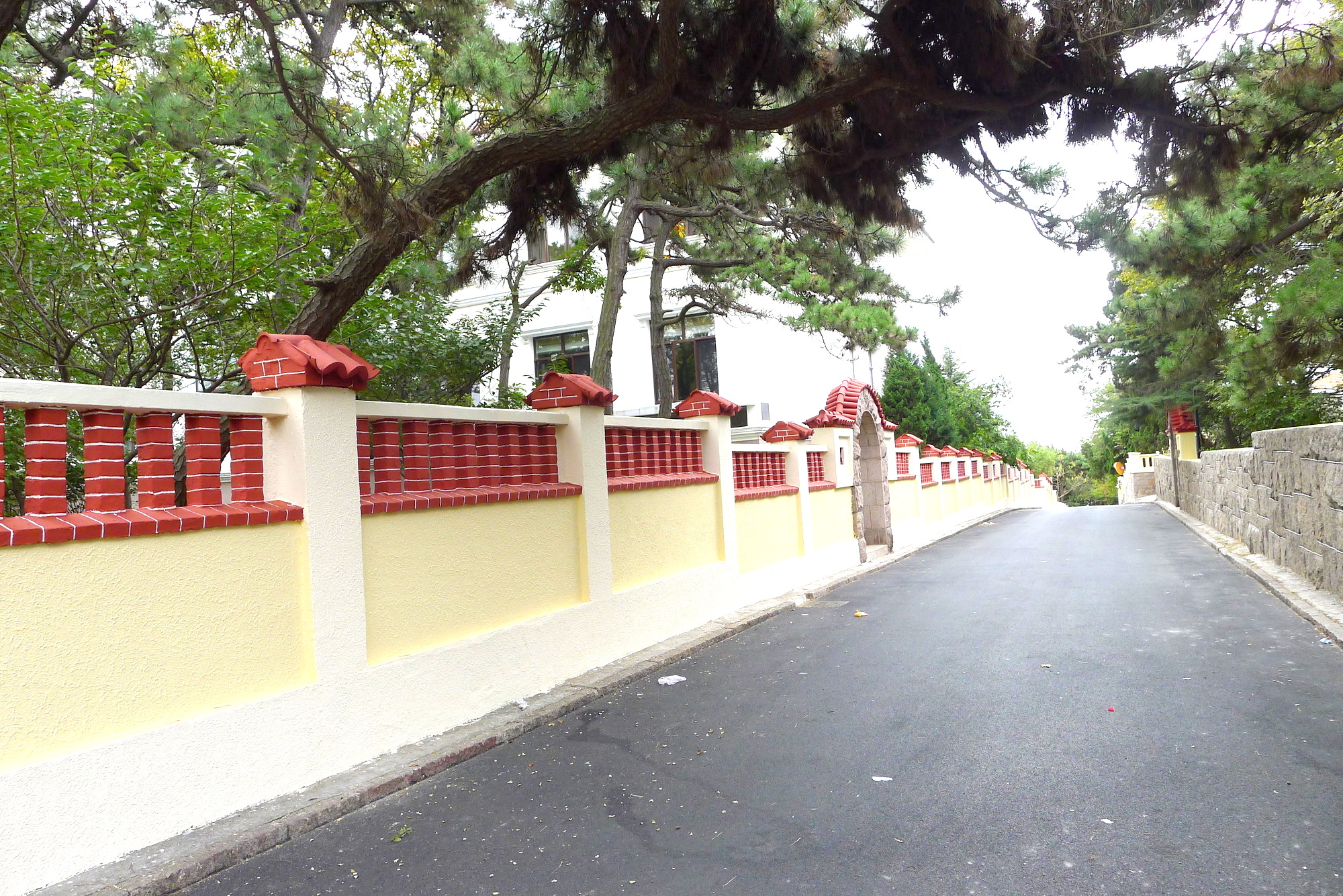
青岛八大关街景

八大关位于中华人民共和国山东省青岛市市南区太平山南麓太平角、汇泉角之间，是首批中国历史文化名街和青岛的风景区。
八大关建于20世纪30年代，占地面积66.6万平方米，因修筑八条以中国古代军事关隘命名的街道而得名。包括纵向连接香港西路的紫荆关路、宁武关路和韶关路，以及横向交织的武胜关路、嘉峪关路、函谷关路、正阳关路、临淮关路、居庸关路和山海关路。
2001年，八大关近现代建筑群被国务院公布为全国重点文物保护单位。2005年，八大关风景区获由中国国家地理杂志社主办、全国媒体联合评选的“中国最美的城区”称号。

## 历史
八大关众多的欧式古典建筑，少数建于德国统治时期（1897-1914），绝大部分兴建于1930年代。此处与通常的中国城市风貌大异其趣，到处是大片的草坪，行人稀少。此区的居民中有不少是退休的党政军官员。
清朝末年，此地隶属于即墨仁化乡文峰社的地界。
1931年至1937年，沈鸿烈担任青岛市长期间，将荣成路以东，北到湛山大路、南到太平湾的近千亩区域规划为“荣成路东特别规定建筑地”，要求建筑密度必须在50%以下，保护绿地，以及必须采用透空围墙等等。

## 特色
八大关的特点，是把公园与庭院融合在一起，到处是郁郁葱葱的树木，四季盛开的鲜花，十条马路的行道树品种各异。如韶关路全植碧桃，春季开花，粉红如带；正阳关路遍种紫薇，夏天盛开；居庸关路是五角枫。秋季霜染枫红，平添美色；紫荆关路两侧是成排的雪松，四季常青；宁武关路则是海棠……从春初到秋末花开不断，被誉为“花街”。在八大关东北角又新植了一片桃林，成为春季人们踏青的又一好去处。西南角则绿柏夹道，成双的绿柏隔成了一个个“包厢”，为许多情侣们所钟爱，因此这里又被称为“爱情角”。
在这片区域中，有200多栋建筑，包括了俄国、英国、法国、德国、美国、日本和丹麦等20多个国家的建筑风格，被誉为“万国建筑博览会”这些不同的道路上有着不同的数目，例如春天韶关路的盛开的碧桃，夏天正阳关路怒放的紫薇，秋天居庸关路金黄的银杏，这里一直都是游人如织之所。
八大关是中国最大的婚礼摄影中心之一。几乎每天都有数十对新婚夫妇在该区的海滨和绿地上留影。

## 建筑

### 花石楼

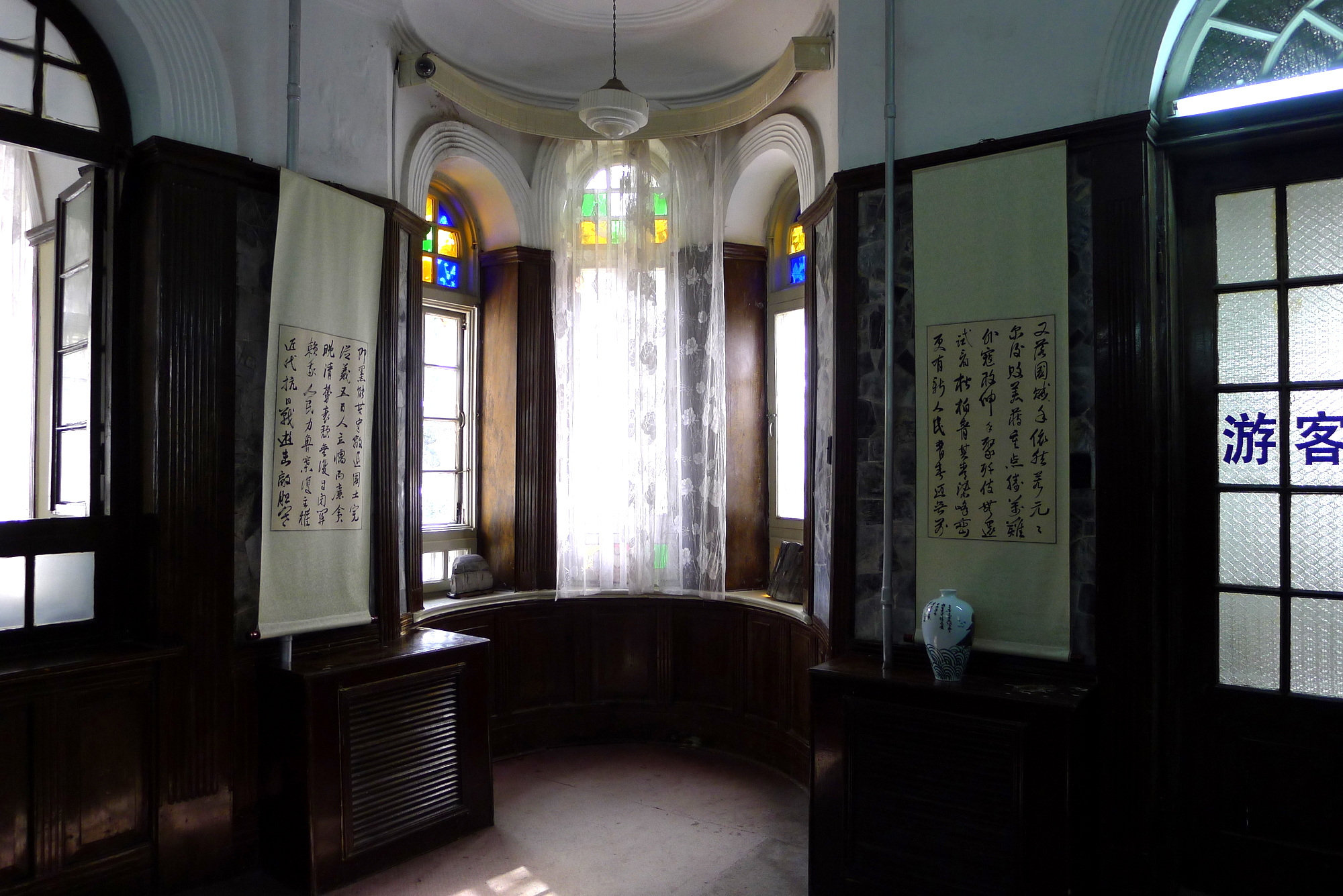
花石楼内部

花石楼地处紫荆关路南端与黄海路交会的路口，黄海路18号，面向大海，右侧是第二海滨浴场。
花石楼设计师为刘耀郴，建筑形式以哥特式融合俄罗瑟风格，彩色玻璃镶窗，以不同外表效果的石头筑成楼体，故称“花石楼”。花石楼初为俄国商人涞比池的私宅，后卖给英国人，这里曾是英国驻青岛总领事的官邸，20世纪40年代末，蒋介石曾住过此楼。

### 公主楼
公主楼位于居庸关路10号，传说最初为迎接丹麦公主的到来而建，实际上该楼最早是德国商人萨德的别墅，而“公主楼”之名则传播甚广。